# Тајни живот пчела (роман)
Тајни живот пчела (енгл. The Secret Life of Bees) је књига америчке ауторке Сје Монк Кид написана 2002. године. Смештена у 1964. годину, прича је о пунолетству, о губитку и издаји. Књига је добила признање критике и била је бестселер Њујор Тајмса. Добитник је 2004. награде за књигу године "Књиге Сенсе" (меки увез) и номинована за награду Orange Broadband за белетристику.
Књига је касније адаптирана у филм који је режирала Gina Prince-Bythewood.

## Радња
Прича је смештена у 1964. годину, у измишљени град Силван у Јужној Каролини. Тајни живот пчела прича причу о 14-годишњој белој девојчици Лили Мелиси Овенс, чији је живот обликован око замагљеног сећања на поподне када јој је убијена мајка. Лили живи у кући са оцем насилником, којег назива Ти Реј. Имају слушкињу, Розалин, која преставља фигуру мајке Лили.
Књига почиње Лилииним открићем пчела у својој спаваћој соби. Затим, након што је Розалин ухапшена због увреде тројице најгорих расиста у граду, Лили схвата да морају да беже и оне одлучују да напусте град. Њих две почињу путовање аутостопом према Тибурону у Јужној Каролини, месту написаном на полеђини слике Девице Марије као црнке, коју је Дебора, Лилина мајка, имала. Провели су ноћ у шуми са мало хране и мало наде пре него што су стигли до Тибурона. Тамо купују ручак у продавници, а Лили препознаје слику исте „Црне Марије“, али на боци тегле меда. Росзалин и Лили добијају упутства о пореклу меда, резиденцији Боутрајт. Упознају су са сестрама Боутрајт, произвођачима меда: Августом, Мајем и Јуном, које су све црне. Када Лили упозна сестре, она измисли причу о томе како је сироче. Верујући у Лилину причу, Август, Јун и Мај позивају Лили и Розалин да остану са њима.
Уче начине наутичара, као и начине пчеларења. Са новим домом и новом породицом за сада, Лили сазнаје више о меду "Црне Мадоне" који сестре праве. Почиње да ради као Августин пчеларски шегрт да јој се одужи за њену доброту, док Розалин ради око куће. Лили сазнаје да је Мај имала сестру близанку Април, која је умрла тако што се убила са пушком њиховог оца кад су били млађи.  Гледа кокетирање Јуна и њено одбијање брака са Нилом. Лили и Розалин такође могу видети верске церемоније сестара. Сестре држе службу у својој кући коју називају „Маријине кћери“. Они држе статуу „Црне Марије“, или „наше даме од ланаца“, која је заправо била фигура са прамца древног брода, а Август прича причу о томе како је човек по имену Обадија, који је био поробљен, пронашао ову статуу. Мушкарци и жене робови мислили су да је Бог услишио њихове молбе тражећи спас, и „да им пошаље утеху“ и „да им пошаље слободу“.  То им је давало наду, а та цифра се преносила генерацијама.
Лили на крају упознаје Зака, Августино кумче. Убрзо развијају интимна осећања једно за друго. Они међусобно деле циљеве док раде кошнице. И Лили и Зак сматрају да је своје циљеве готово немогуће испунити, али и даље подстичу једно друго да покушају. Зак жели бити "адвокат за уништавање гузица", што значи да би био први црни адвокат у тој области.  Лили жели да буде списатељица кратких прича.
Лили покушава да каже Августу истину, али је прекида Зацк, који је води на врцање меда. Застају у продавници да покупе неколико ствари. Зак бива ухапшен након што је један од његових пријатеља, које су срели у продавници, бацио флашу кока-коле на белог човека и нико од њих не признаје ко је то учинио. Зак и његови пријатељи су ухапшени и стављени у затвор. Кућа Боутрајт одлучује да не каже Мај у страху од неподношљиве емоционалне епизоде. Тајна не остаје дуго скривена и Мај постаје депресивна.  Мај напушта кућу и нестаје. Август, јуни, Лили и Росзалин одлазе у потрагу за њом и на крају је проналазе мртву у реци са каменом на прсима. Изгледа да је самоубиство, због депресије у коју је запала услед хапшења Зака.
Одржава се бденије које траје четири дана. У то време Зак је ослобођен из затвора без оптужби, а преко кошница је прекривена црна тканина која симболизује жалост. Налази се Мајино опроштајно писмо и у њему она каже: „Време је да умрем, а време за живот. Не забрљај. "  Август то тумачи као наговарање Јуна да се уда за Нила. Мај је касније сахрањена. Живот се почиње враћати у нормалу након времена туговања, враћајући кућу Боутрајт назад. Јун, након неколико одбијања, пристаје да пружи руку Нилу. Зак се заветује Лили да ће једног дана бити заједно и да ће обоје постићи своје циљеве. 
Лили коначно сазнаје истину о својој мајци. Август је била дадиља њене мајке и помагала јој је у одгоју. Након што је њен брак са Ти Рејем почео да пропада, Дебора је отишла и одлучила да остане са бродарима. На крају је решила да заувек остави Ти Реја и вратила се у њихову кућу по Лили. Док се Дебора спремала да оде, Ти Реј се вратио кући. Њихова свађа која је уследила претворила се у физичку тучу током које је Дебора узела шиштољ. После кратке борбе, пиштољ је пао на под, који је Лили подигла и пиштољ је случајно опалио, убивши Дебору.
Док се Лили мири с тим информацијама, Ти Реј се појављује у резиденцији Боутрајт, познатој и као ружичаста кућа, како би је одвео кући. Лили то одбија, а Ти Реја преплављује бес бес. Аугуст наступа и нуди Лили да остане с њом. Ти Реј попушта и слаже се. Међутим, непосредно пре него што је Ти Реј напушта кућу Боутрајт, Лили га пита шта се заиста догодило оног дана када јој је мајка умрла. Ти Реј потврђује да је Лили та која је случајно убила своју мајку Дебору.

## Ликови
- Лили Мелиса Овенс: 14-годишња приповедачица приче. Лили је кћи и једино дете Деборe и Ти Реја Овенса. Лили воли да чита и пише.
- Ти Реј Овенс: Насилни отац Лили и удовац Деборe Фонтанел Овенс. Главни је антагонист овог романа.
- Дебора Фонтанел Овенс: Преминула мајка Лили Овенс и супруга Ти Реја Овенса. Дебора је умрла у несрећи када је случајно опалио пиштољ када је Лили имала 4 године. Дебора је сахрањена у Вирџинији.
- Розалин Даисе: Црна слушкиња Лилиног домаћинства и других комшија такође наступа као Лилина заштитница и мајчинска фигура. Она је Лилиина најбоља пријатељица у већем делу књиге.
- Огаст (Август) Боутрајт: Најстарија од сестара Боутрајт, пчелар и угледна пословна жена у заједници. Август је била Деборин најбољи пријатељ.
- Џун (Јун) Боутрајт: сестра Maja и и Августа. Она је учитељица и музичарка. Јун је озбиљнија и тврдоглавија од августа и маја.
- Меј (Мај) Боутрајт: Сестра Августа и Јуна Боутрајт. Имала је сестру близанку Април, која се убила када је имала 15 година, и као резултат Априлине смрти била је емоционално осетљива.
- Закари "Зак" Тејлор: Августино кумче које јој помаже око кошница. Он је фудбалер који похађа локалну црначку средњу школу. Жели да постане адвокат. Зак је заљубљен у Лили.
- Нил: Директор школе у којој предаје Јун. Више пута је се удварао Јуну. На крају постаје њен вереник.
- Кћери Маријине: друштво које је основала Август - Креси, Квини и њена ћерка Вајолет, Лунел, Мајбели и Шећерка која долази са својим супругом Отисом Хилом, једним мушкарцем из групе. Они су следбеници "Црне Марије" или "Госпе од Ланца".

## Теме
Према рецензији у Њујорк Тајмсу, једна од тема у књизи је „Лилиина потрага за мајком“. 

## Симболика
У Тајном животу пчела постоји неколико великих симбола и мотива. Један од главних симбола су пчеле и предмети повезани са пчелама. Пчеле су главни симбол и мотив романа. Пчеле су симбол две главне ствари: Усмеравање и снага женске заједнице. То се види у теми. Главна тема је да Лили тражи везу са мајком или неком мајчинском фигуром. У причи има много снажних жена које упознаје. Она не само да одраста са Розали, која је сурогат мајка Лили, већ упознаје и сестру Боутрајт и Маријине кћери које појачавају овај симбол моћи у женској заједници у односу на пчеле.
Пчеле такође могу да симболизују организацију или „живот у цивилизованој заједници“. Ово се може повезати са заједницом црнаца, а посебно са сестрама Боутрајт у овом роману. Пчеле су врло организоване и свака пчела треба да ради свој посао. У роману постоји цитат који каже: „када се матица извади из кошнице, остале пчеле примете њено одсуство“, а слично је и са сестрама Боутрајт. Када је близнакиња Маја, Април, умрла, Мај никада није била више иста. Била је емоционално осетљива након што јој је близанакиња преминула. Када је Мај одузела себи живот, сестре Боутрајт су још једном морале да науче како да наставе даље и живе са губитком и „несталим пчелама“.
Мед представља мудрост и знање. У заплету, Лили тражи црну Марију која се налази на тегли са медом, а након проналаска извора овог меда, Сестре Боутрајт узимају Лили и Розалин и почињу да деле своју мудрост и знање. Мудрост и знање о пчелама, животу, Лилиином оцу, Ти Реју, и Лилиној мајци Дебори. 

## Пријем и адаптације
Рецепција књиге је углавном била позитивна. Иако роман укључује основну тему покрета за грађанска права, USA Today је сматрао да се роман више фокусира на Лилино путовање ка „самоприхватању, вери и слободи“. Роман је првобитно објављен 2001. године, а од тада је продат у више од шест милиона примерака и објављен је у 35 земаља. Такође се задржао на листи најпродаванијих листа Њујорк Тајмса две и по године. 2004. је проглашен „ Меким увезом године за књижни осећај “. Такође је био један од избора књига за књигу „Прочитај ово“ књиге „ Добро јутро Америке “ и номинован је за Orange Prize у Енглеској. 
Књига је адаптирана у филм 2008. године, у режији Ginе Prince-Bythewood, а у продукцији Вила Смита, а Jada Pinkett Smith је била извршна продуцентица. Краљица Латифа играла је Август Боутрајт, Дакота Фанинг глумила је Лили, Алиша Киз глумила Јун Боутрајт, Џенифер Хадсон глумила је Розалин, а Sophie Okonedo глумила је Мај Боутрајт.
Књига је адаптирана као мјузикл, који је устворио New York Stage и Film & Vassar 2017.  Светска премијерна музичка адаптација Тајни живот пчела одржана је у компанији Off-Broadway Atlantic Theater Company 12. маја 2019. у претпремијерама, а званично је отворено 13. јуна. Књигу мјузикла написала је Lynn Nottage, а музику Duncan Sheik, а песме Susan Birkenhead. Мјузикл је режирао Sam Gold, а у њему играју Saycon Sengbloh као Розалин, Elizabeth Teeter као Лили, а LaChanze, Eisa Davis и Anastacia McCleskey као пчеларске сестре Боутрајт.  